# Locutions et expressions grecques

## Α
Ἀγαθῇ τύχῃ.
(Agathễi túkhễi.)
Bonne chance ! / Bon courage !

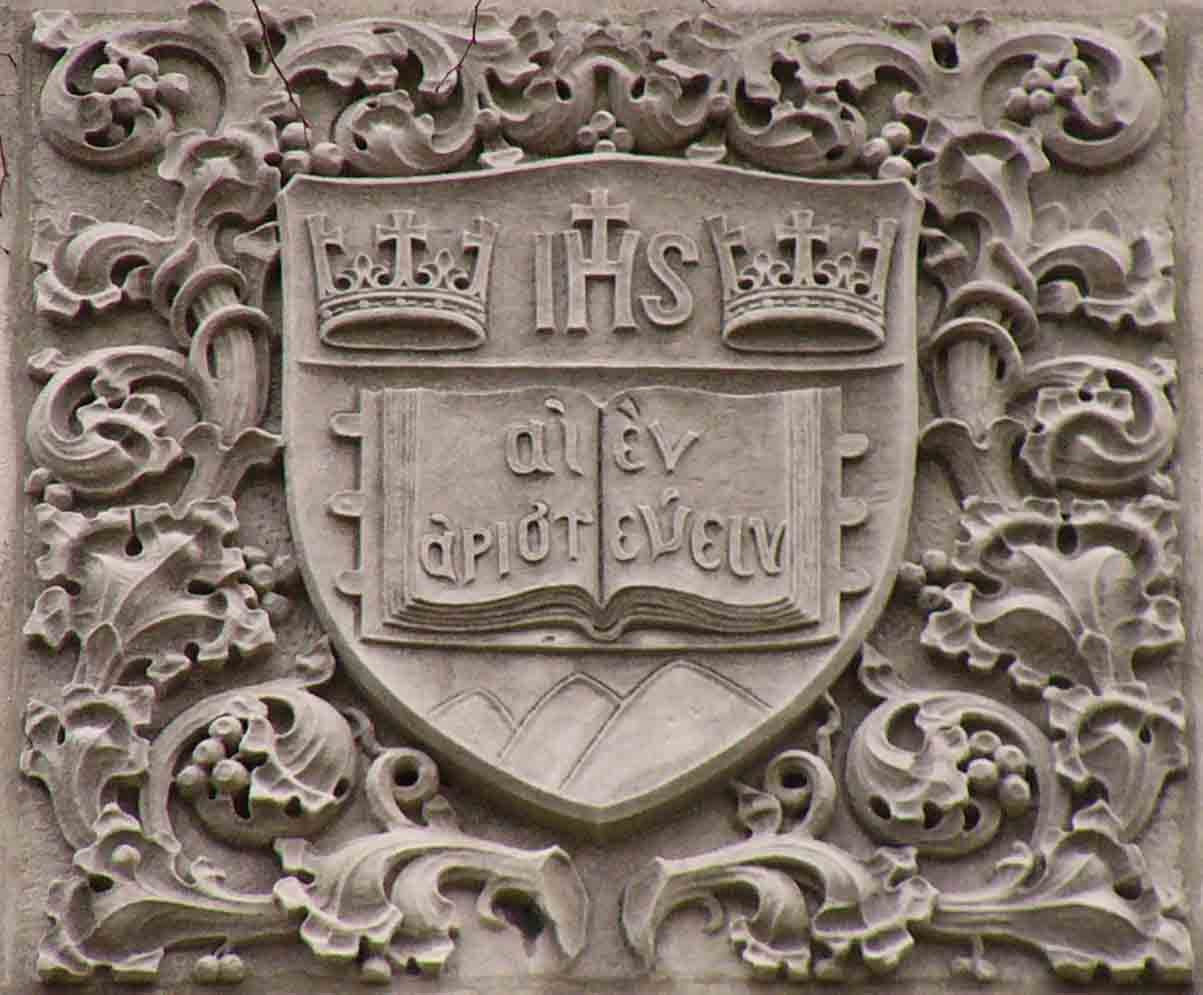
Boston College :

Ἀεὶ Λιϐύη φέρει τι καινόν / τι κακόν.
(Aeì Libúê phérei ti kaikón / ti kakón.)
En latin : Ex Africa semper aliquid novi.
L'Afrique apporte toujours quelque chose de nouveau / de mal.
Aἱ γυναῖκες ἐν ταῖς ἐκκλησίαις σιγάτωσαν.
(Ai gunaîkes en taîs ekklêsíais sigátôsan.)
En latin : Mulier taceat in ecclesia.
Que les femmes se taisent dans les églises.
(saint Paul).
Aἰὲν ἀριστεύειν.
(Aièn aristeúein.)
Exceller toujours.
Ἄλφα καὶ ὦ.
(Álpha kaì ỗ.)
Alpha et oméga.
Noms de la première et de la dernière lettre de l'alphabet grec, désignant le Christ comme commencement et fin de toute chose.
Ἀνερρίφθω κύϐος.
(Anerríphthô kúbos.)
En latin : Alea jacta est.
Le sort en est jeté.
Jules César cita dans la langue originale le proverbe grec bien connu Ἀνερρίφθω κύϐος que Suétone rendit mal par iacta alea est. En effet, le sens de l'expression grecque n'est pas « les dés sont jetés », mais bien « Que le dé en soit jeté ».
Ἄνδρά μοι ἔννεπε, Μοῦσα…
(Ándrá moi énnepe, Moûsa…)
Ô Muse, raconte-moi l’homme…
(Homère, vers 1 du chant I de l’Odyssée).
Ἀπὸ μηχανῆς Θεός.
(Apò mêkhanễ̃s Theós.)
En latin : Deus ex machina.
Dieu sorti de la machine.
L'expression existait déjà dans le théâtre grec (ἀπὸ μηχανῆς θεός - apò mêkhanễ̃s theós), pour désigner un mécanisme servant à faire entrer en scène une ou des divinités pour résoudre une situation désespérée.
Αὐτὸς ἔφα.
(Autòs épha.)
En latin : Ipse dixit.
C'est lui qui l'a dit.

## Β
Βασιλεία τῶν Ρωμαίων.
(Basileía tỗn Rômaíôn.)
En latin : Imperium Romanorum.
Empire byzantin.

## Γ

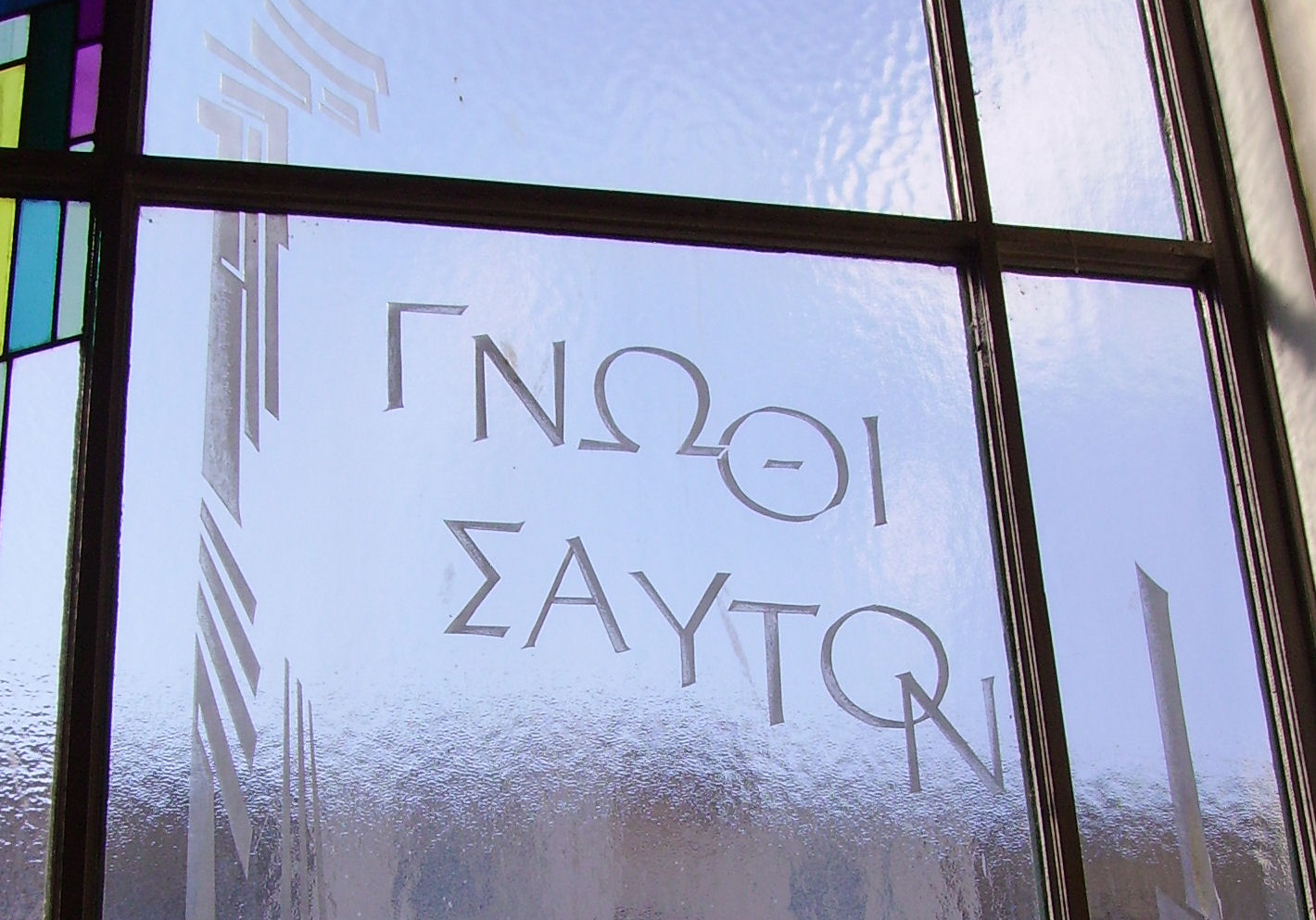
« Γνῶθι σαυτόν » à Ludwigshafen.

Γενηθήτω φῶς.
(Genêthếtô phỗs.)
En latin : Fiat lux.
Que la lumière soit faite !
Γίγνωσκε καιρόν.
(Gígnôske kairón.)
En latin : Nosce tempus.
Connais le temps ! Connais le moment propice !
Γνῶθι σεαυτόν.
(Gnỗthi seautón.)
Connais-toi toi-même.
Inscription gravée au fronton du temple de Delphes, énoncée par Thalès.

## Δ
Διαίρει καὶ βασίλευε.
(Diaírei kaì basîleue.)
En latin : Divide et impera.
Diviser pour régner.
Δοκεῖ δέ μοι καὶ Καρχηδόνα μὴ εἶναι.
(Dokeî dé moi kaì Karkhêdóna mề eînai.)
En latin : Ceterum censeo Carthaginem esse delendam. (voir Delenda est Carthago.)
En outre, je pense que Carthage est à détruire.

## Ε
Ἐλευθερία ὴ Θάνατος !
(Eleuthería ế Thánatos !)
La liberté ou la mort ! (Hymne à la Liberté)
Ἐλέφαντα ἐκ μυίας ποιεῖς.
(Eléphanta ek muías poieîs.)
En latin : Elephantum ex musca facis.
Tu fais d'une mouche un éléphant : tu exagères. (Érasme, citant L'Éloge de la Mouche de Lucien de Samosate.)
Ἐν Ἅιδου.
(En Háidou.)
Chez Hadès, c'est-à-dire aux Enfers.
Ἐν οἴνῳ ἀλήθεια.
(En oínôi alếtheia.)
En latin : In vino veritas.
La vérité est dans le vin.

## Ζ
Ζῷον πολιτικόν.
(Zỗion politikón.)
(L'homme est un) animal politique.
L'homme est un être destiné à vivre en société, ou en cité (définition de l'homme selon Aristote).

## Η
Ἡ φύσις οὐδὲν ποιεῖ ἅλματα.
(Hê phúsis oudèn poieî hálmata.)
En latin : Natura non facit saltus.
La nature ne travaille jamais par saut rapide.
Ἠλύσιον Πεδίον.
(Êlúsion Pedíon.)
Les Champs Élysées.
Ἦλθον, εἶδον, ἐνίκησα.
(Ễlthon, eîdon, eníkêsa.)
En latin : Veni, vidi, vici.
Je suis venu, j'ai vu, j'ai vaincu.
Jules César.

## Θ
Θάλασσα καὶ πῦρ καὶ γυνή, κακὰ τρία.
(Thálassa kaì pûr kaì gunế, kakà tría.)
En latin : Mare, ignis, mulier: tria sunt mala.
La mer, le feu, la femme : les trois sont des maux.
Θάλασσα ! Θάλασσα !
(Thálassa ! Thálassa !)
La mer ! La mer !
Cri de joie des Grecs conduits par Xénophon, quand, accablés de fatigue après une retraite de plusieurs mois, ils aperçurent le rivage du Pont-Euxin. Θάλασσα (Thálassa) dérive de la racine indo-européenne *dheub qui signifie « profond ». On la retrouve dans l'allemand Tal et l'anglais dale (« vallée »), ainsi que dans tief et deep (« profond »), en néerlandais diep. Tout comme nous disons parfois « la grande bleue » pour désigner la mer, il n'est pas rare que les anglophones disent the deep pour désigner la mer, ce qui nous ramène à thalassa.
Θνητὰ φρόνει.
(Thnêtà phrónei.)
En latin : Memento mori.
Souviens-toi que tu vas mourir.

## Ι

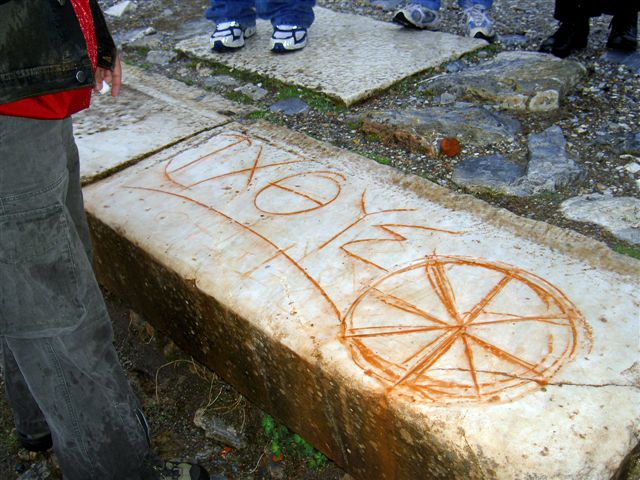
à Éphèse

Ἰδού Ῥόδος, καὶ ἀποπήδησον.
(Idoú Rhódos, kaì apopếdêson.)
En latin : Hic Rhodus, hic salta.
Voici Rhodes, saute !
Ἰδοὺ ὁ ἄνθρωπος.
(Idoù ho ánthrôpos.)
En latin : Ecce homo.
Voici l'homme.
C'est l'expression utilisée par Ponce Pilate dans la traduction de la Vulgate de l'Évangile de Jean (19:5) lorsqu'il présente Jésus à la foule, battu et couronné d'épines.
Ἰησοῦς ὁ Ναζωραῖος ὁ Bασιλεὺς τῶν Ἰουδαίων.
(Iêsoûs ho Nazôraîos ho Basileùs tỗn Ioudaíôn.)
En latin : Iesus Nazarenus Rex Iudeorum (INRI).
Jésus le Nazaréen, Roi des Juifs.
Titulus inscrit par les Romains sur la croix de crucifixion de Jésus de Nazareth condamné à mort par le procurateur romain de Judée de l'époque, Ponce Pilate.
Ἰησοῦς Χριστὸς Θεοῦ Υἱὸς Σωτήρ - ΙΧΘΥΣ.
(Iêsoûs Khristòs Theoû Huiòs Sôtếr.)
Jésus-Christ, fils de Dieu, sauveur, acronyme en grec du mot poisson.
Ἰχθὺν νηχέσθαι διδάσκεις.
(Ikhthùn nêkhésthai didáskeis.)
En latin : Delphinum natare doces.
Tu apprends au poisson à nager.

## Κ

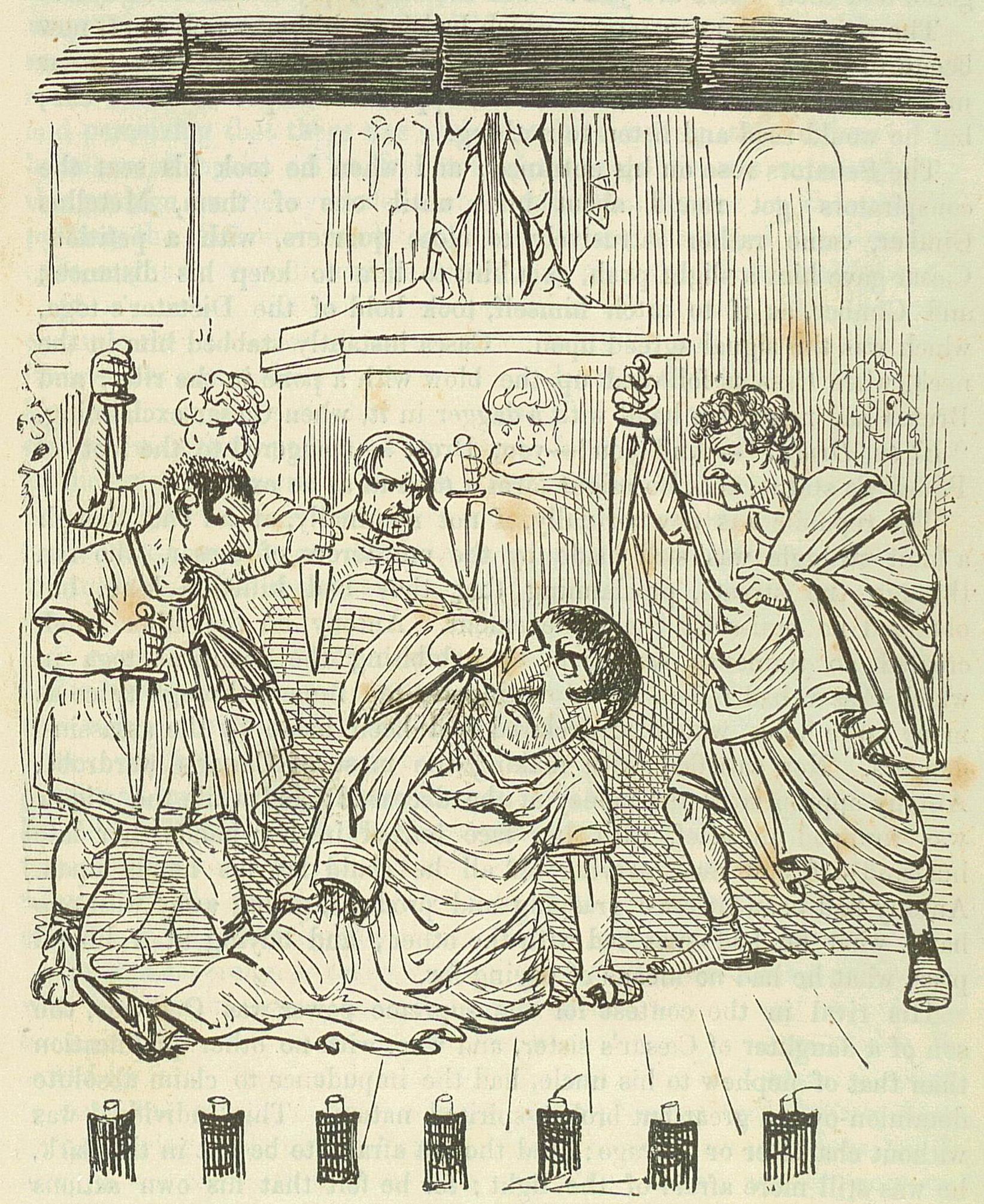

Καὶ σὺ τέκνον.
(Kaì sù téknon.)
En latin : Tu quoque mi fili !
Toi aussi, mon fils !
Après Suétone, le fait est rapporté par Dion Cassius (155 - 229 apr. J.-C.) également à titre de variante dans la tradition : « Ταῦτα μὲν τἁληθέστατα • ἢδη δέ τινες καὶ ἐκεῖνο εἶπον, ὃτι πρὸς τὸν Βροῦτον ἰσχυρῶς πατάξαντα ἔφη • καὶ σὺ τέκνον ; » (« Voilà la version la plus véridique. Certains, cependant, ajoutent à cet endroit le trait suivant. Alors que Brutus lui portait un coup violent, il lui aurait dit : “Toi aussi, mon fils !” »)
Καλὸς κἀγαθός.
(Kalòs kagathós.)
Beau et bon.
Cette expression qualifie un citoyen athénien honorable. Οἱ καλοὶ κἀγαθοί / Hoi kaloì kagathoí : Les gens de bien.
κτῆμα ἐς ἀεί.
(Ktễ̃ma es aeí.)
Un bien pour toujours, une richesse impérissable.
C'est ainsi que Thucydide qualifie son travail d'historien.
Κύριε, ποῦ ὑπάγεις ;
(Kúrie, poû hupágeis ?)
En latin : Domine, quo vadis ?
Où vas-tu, Seigneur ?
Κύριε ἐλέησον.
(Kúrie eléêson.)
Kýrie eléison (Seigneur, prends pitié) - Christe eleison (Ô Christ, prends pitié).

## Λ
Λέγειν τὰ λεγόμενα.
(Légein tà legómena.)
En latin : Relata refero.
Je répète ce que l'on m'a dit.
Λόγῳ μέν… ἔργῳ δέ…
(Lógôi mén… érgôi dé…)
En paroles… mais en actes/En principe… mais en réalité.
Cette expression courante oppose l'apparence à la réalité, les intentions aux actions concrètes.

## Μ

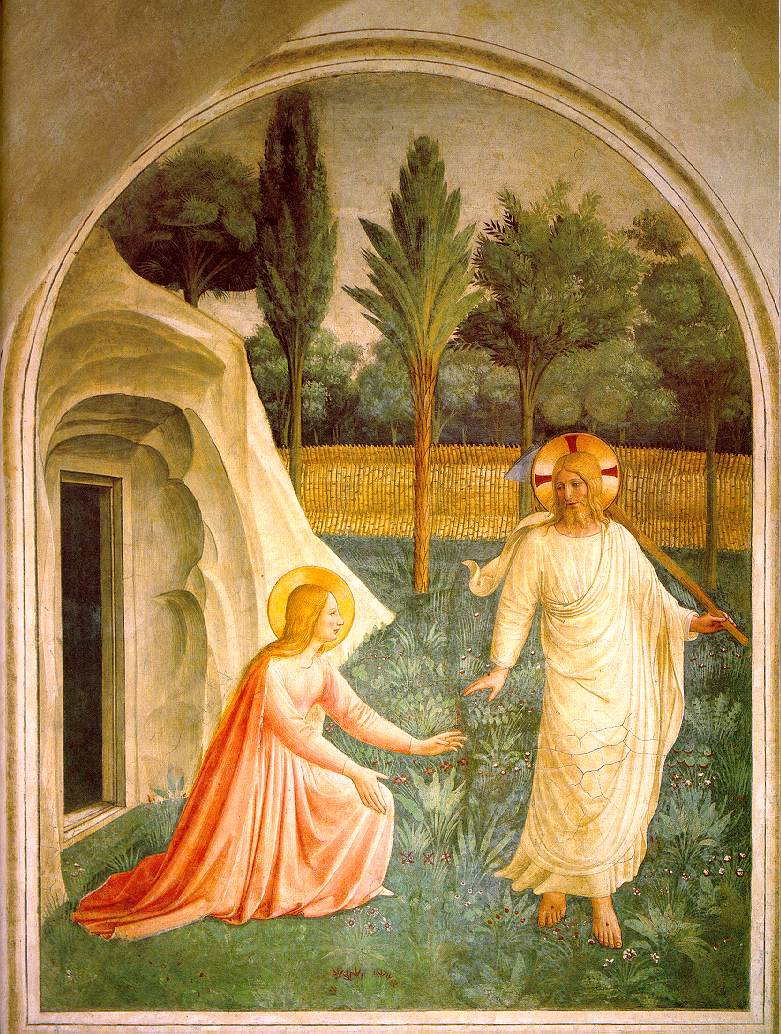

Μὰ τὸν Δία, νὴ Δία ;
(Mà tòn Día, nề Día !)
Par Zeus !
Les Grecs juraient souvent par le nom de Zeus.
Μεταϐολὴ πάντων γλυκύ.
(Metabolề pántôn glukú.)
En latin : Variatio delectat.
Le changement en toutes choses est agréable. (Aristote, repris par Cicéron dans De Divinatione.)
Μή μου ἅπτου.
(Mế mou háptou.)
En latin : Noli me tangere.
Ne me touche pas !
Ce sont les paroles prononcées par Jésus ressuscité le dimanche de Pâques à l'adresse de Marie de Magdala.
Μή μου τοὺς κύκλους τάραττε.
(Mế mou toùs kúklous táratte.)
En latin : Noli turbare circulos meos.
Ne dérange pas mes cercles.
Derniers mots d'Archimède.
Μηδὲν ἄγαν.
(Mêdèn ágan.)
En latin : Ne quid nimis.
Rien de trop.
Maxime inscrite au fronton du temple de Delphes ; elle incite les hommes à garder la juste mesure en toutes choses.
Μῆνιν ἄειδε θεὰ Πηληιάδεω Ἀχιλῆος…
(Mễ̃nin áeide theà Pêlêiádeô Akhilễ̃os…)
Chante, ô déesse, le courroux du Péléide Achille…
L'Iliade d'Homère narre quelques-uns des événements de la dixième année de la guerre de Troie, commençant avec la colère d'Achille après la perte de Briséis et culminant avec le duel entre Achille et Hector.
Μία χελιδὼν ἔαρ οὐ ποιεῖ.
(Mía khelidồn éar ou poieî.)
En latin : Una hirundo non facit ver.
Une hirondelle ne fait pas le printemps.

## Ν
Nῦν ἀπολύεις τὸν δοῦλόν σου, Δέσποτα.
(Nûn apolúeis tòn doûlón sou, Déspota.)
En latin : Nunc dimittis servum tuum Domine.
Maintenant, Seigneur, laisse partir ton serviteur.

## Ξ
Ξύλινο τείχος.
(Xúlino teíkhos.)
Muraille de bois.
L'oracle de Delphes indiquant aux Athéniens ce qui les sauverait des Perses, c'est-à-dire selon Thémistocle la flotte athénienne.

## Ο
Ὃ γέγραφα γέγραφα.
(Hò gégrapha gégrapha.)
En latin : Quod scripsi, scripsi.
Ce que j'ai écrit, je l'ai écrit.
Ὁ μὲν βίος βραχύς, ἡ δὲ τέχνη μακρά.
(Ho mèn bíos brakhús, hê dè tékhnê makrá.)
En latin : Ars longa, vita brevis.
L'art est long, la vie est courte.
Traduction du 1er aphorisme d'Hippocrate.
Οἶδα οὐκ εἰδώς.
(Oîda ouk eidốs.)
(«Ἓν οἶδα ὅτι οὐδὲν οἶδα.» (Hèn oîda hóti oudèn oîda.) ou Οἶδα οὐδὲν εἰδώς. (Oîda oudèn eidốs.))
Je ne sais qu'une seule chose, c'est que je ne sais rien.
Devise de Socrate.
Ὅπερ ἔδει δεῖξαι.
(Hóper édei deîxai.)
En latin : Quod erat demonstrandum. (QED)
Ce qu'il fallait démontrer : CQFD.
Ὁ χρόνος διδάσκει τοὺς ἀνθρώπους.
(Ho khrónos didáskei toùs anthrốpous.)
Le temps instruit les gens.

## Π
Παίζων ἤ… σπουδάζων.
(Paízôn ế… spoudázôn.)
En s'amusant ou en étant sérieux.
C'est ainsi que Socrate instruisait ses contemporains, selon Xénophon, un de ses disciples.
Πάντα ῥεῖ καὶ οὐδὲν μένει.
(Pánta rheî kaì oudèn ménei.)
Tout coule et rien ne demeure (Héraclite).
Πάτερ ἡμῶν.
(Páter hêmỗn.)
En latin : Pater noster.
Notre père.
Πίστις, ἐλπίς, ἀγάπη.
(Pístis, elpís, agápê.)
En latin : Fides, spes, caritas.
La foi, l'espoir, l'amour
Πλεῖν ἀνάγκη, ζῆν οὐκ ἀνάγκη.
(Pleîn anánkê, zễ̃n ouk anánkê.)
En latin : Navigare necesse est, vivere non necesse.
Il est nécessaire que je parte ; il n'est pas nécessaire que je vive.

## Ρ
Ῥοδοδάκτυλος Ἠώς.
(Rhododáktulos Êốs.)
L'aurore aux doigts de rose.
Éos est une Titanide, déesse de l'Aurore. Elle est souvent qualifiée de l'épithète homérique « aux doigts de rose » (ῥοδοδάκτυλος / rhododáktulos) ou encore « en robe de safran » (κροκόπεπλος / krokópeplos).

## Σ
Σπεῦδε βραδέως.
(Speûde bradéôs.)
En latin : Festina lente.
Hâte-toi lentement.
Précepte d'Auguste.

## Τ
Τὸ σῶμα καὶ τὴν ψυχὴν γυμνάζειν.
(Tò sỗma kaì tền psukhền gumnázein.)
Exercer son corps et son âme.
Cette expression utilisée par Isocrate évoque l'idéal équilibre des anciens Grecs.

## Υ
Ὕϐρις φυτεύει τύραννον.
(Húbris phuteúei túrannon.)
La démesure enfante le tyran.
Ὕπαγε, Σατανᾶ.
(Húpage, Satanâ.)
En latin : Vade retro, Satana.
Retire-toi, Satan.

## Φ
Φωνὴ βοῶντος ἐν τῇ ἐρήμῳ.
(Phônề boỗntos en tễ̃i erếmôi.)
En latin : Vox clamantis in deserto.
La voix de celui qui crie dans le désert.
Référence à Jean le Baptiste.

## Χ

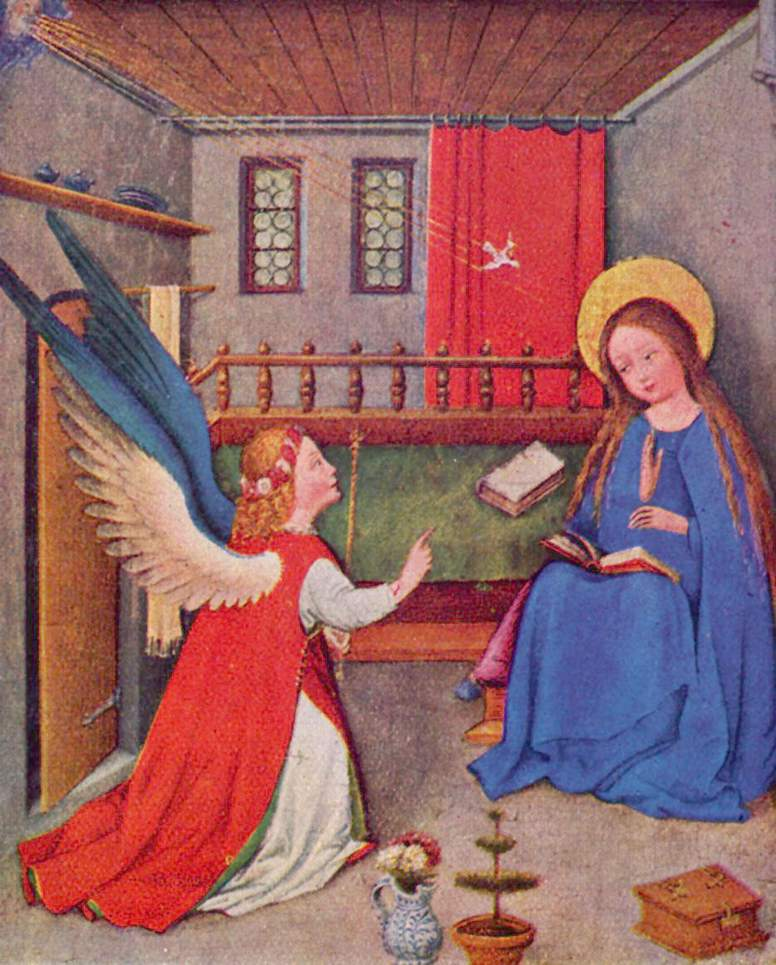

Χαῖρε, Μαρία, κεχαριτωμένη, ὁ Κύριος μετὰ σοῦ.
(Khaîre, María, kekharitôménê, ho Kúrios metà soû.)
En latin : Ave Maria gratia plena, Dominus tecum.
Je vous salue Marie pleine de grâce ; le Seigneur est avec vous.
Χεὶρ χεῖρα νίπτει.
(Kheìr kheîra níptei.)
En latin : Manus manum lavat.
Une main lave l'autre.
Χρώμεθα γὰρ πολιτείᾳ […] καὶ ὄνομα μὲν διὰ τὸ μὴ ἐς ὀλίγους ἀλλ’ ἐς πλείονας οἰκεῖν δημοκρατία κέκληται.
(Khrốmetha gàr politeía […] kaì ónoma mèn dià tò mề es olígous all’ es pleíonas oikeîn dêmokratía kéklêtai.)
Notre régime politique […] a pour nom démocratie parce que le pouvoir est entre les mains non d’une minorité, mais du plus grand nombre.
Périclès, discours rapporté par Thucydide.

## Ψ
Ψυχῆς ἰατρεῖον.
(Psukhễ̃s iatreîon.)
Officine de l'âme.
Inscription à la porte de la bibliothèque sacrée de Ramsès II.

## Ω
Ὦ ξεῖν᾿, ἀγγέλλειν Λακεδαιμονίοις ὅτι τῇδε κείμεθα, τοῖς κείνων ῥήμασι πειθόμενοι.
(Ỗ xeîn’, angéllein Lakedaimoníois hóti tễ̃ide keímetha, toîs keínôn rhếmasi peithómenoi.)
En latin : Dic, hospes, Spartae nos te hic vidisse iacentes, dum sanctis patriae legibus obsequimur.
Étranger, va dire à Lacédémone qu'ici nous sommes morts, fidèles à ses lois.
Épitaphe des morts des Thermopyles, composée par Simonide de Céos.
Ὡς τυγχάνει.
(Hôs tunkhánei.)
Comme cela se trouve, au hasard.